# 7月13日
7月13日是阳历年的第194天（闰年是195天），离一年的结束还有171天。

## 大事记

### 18世紀以前
- 前587年：所羅門聖殿被毀後，巴比倫對耶路撒冷的包圍結束。
- 前16年：汉成帝立赵飞燕为皇后。
- 1260年：立陶宛大公國部隊在杜爾貝戰役中徹底擊敗立窩尼亞騎士團和條頓騎士團所組成的聯軍。
- 1371年：傅友德率领的明朝军队攻占汉人政权夏国统治下的汉州。
- 1380年：法國百年戰爭時期名將貝特朗·杜·蓋克蘭在對朗格多克的遠征中，病死於朗東新堡。
- 1402年：靖难之役：朱棣以“清君侧”为名，率兵攻破南京金川门，占领南京。
- 1683年：奥斯曼帝国军队兵临维也纳城下。

### 18世紀
- 1713年：瓦巴納基聯盟的八位代表批准《樸茨茅斯條約（英语：Treaty of Portsmouth (1713)）》，結束他們在安妮女王戰爭中對英國的敵對行動。
- 1772年：英國皇家海軍探險家詹姆士·庫克率領兩艘船艦從普利茅斯出發，展開第二次探索。
- 1787年：西北領地成立邦聯議會，並且通過了《西北條例》的管理方法。
- 1793年：法國雅各賓俱樂部主要領導人让-保尔·马拉遭到吉倫特派支持者夏綠蒂·科黛刺殺身亡。

### 19世紀
- 1814年：薩丁尼亞王國國王維托里奧·埃馬努埃萊一世下令組建警察部隊卡賓槍騎兵，後者成為義大利憲兵前身。
- 1837年：英國維多利亞女王在正式成為英國君主後，英國王室由聖詹姆士宮遷往白金漢宮。
- 1863年：美国南北战争期间，反对征兵制的纽约工人发生暴动，在三天的混乱中约有一千人遭杀害。
- 1867年：坂本龍馬寫下《船中八策》。
- 1870年：埃姆斯密電事件後，法國外交部向普魯士駐法大使遞交了普法戰爭宣戰聲明。
- 1878年：欧洲主要大国和奥斯曼帝国召开柏林会议，针对巴尔干半岛领土问题签署《柏林条约》。
- 1881年：济南教案发生。
- 1900年：八国联军攻陷天津。

### 20世紀
- 1904年：西伯利亚大铁路通车。
- 1908年：印度国大党领袖巴尔·甘格达尔·提拉克在孟买出庭受审，罪名是“颠覆罪”。
- 1908年：第四届奥运会在英國伦敦开幕。
- 1911年：第3次英日同盟協約締結。
- 1927年：中国共产党宣布退出中华民国国民政府。
- 1930年：乌拉圭蒙特维多举行第一届国际足协世界杯开幕式，来自美洲和欧洲的13支球队参赛。
- 1936年：两广事变：蒋介石下令将陈济棠免职，以余汉谋取代之。
- 1942年：第二次世界大戰：第1菲律賓步兵團由一個營改建而成，以容納更多受日本入侵菲律賓刺激的志願者。
- 1949年：梵蒂冈下令宣布把所有信奉和讲授共产主义学说的天主教徒逐出教会，并拒绝为“自觉并任意地”支持共产党活动的人举行圣礼。
- 1949年：台灣澎湖發生澎湖七一三事件，該事件被喻為「外省人的二二八」。
- 1962年：英國首相哈羅德·麥克米倫內閣的七名成員被罷免。
- 1963年：由北京飞往莫斯科的苏联民航12号班机在伊尔库茨克墜毀，導致33人死亡。
- 1981年：柬埔寨问题国际会议在联合国總部舉行，93個國家與會。
- 1985年：拯救生命音樂會在伦敦和费城同时举行，为非洲难民筹款超过7,000万美元。
- 1993年：摩加迪休之戰：美軍以直昇機攻擊索馬利亞軍閥穆罕默德·法拉赫·艾迪德，造成大量平民傷亡。
- 1998年：日本首相桥本龙太郎因自民党在参议院选举中惨败而辞职，同时辞职的还有自民党干事长加藤纮一。

### 21世紀
- 2001年：在莫斯科举行的国际奥委会第112次会议中，投票選出北京為2008年夏季奧林匹克運動會的主辦城市，擊敗對手伊斯坦堡、大阪、巴黎及多倫多。
- 2005年：台灣頭號通緝犯張錫銘落網。
- 2009年：中华人民共和国卫生部叫停精神病医生杨永信所采用的电刺激（或电休克）“治疗”网瘾，但杨永信并未因此停止对“患者”施用“让人生不如死”的“治疗”，反而继续在媒体上宣传他的低频脉冲“醒脑”。
- 2010年：微软停止了对Windows 2000的支持。
- 2011年：印度重要城市孟買接連發生3起爆炸案，共造成26人死亡以及超過130人受傷。
- 2013年：颱風蘇力在華東和臺灣登陸，造成至少20人死亡。
- 2017年：諾貝爾和平獎得主劉曉波因病去世。西方國家領導人，人權組織及諾貝爾和平獎委員會表示深切哀悼。英國外相約翰遜和歐盟委員會主席容克等敦促中國當局允許劉的家人離開中國，並反對中國當局干涉劉曉波的葬禮[1]。
- 2024年：美國前總統唐納·川普在賓夕法尼亞州巴特勒進行競選活動期間遭槍擊受傷，槍手及至少一名現場觀眾死亡。

## 出生
- 1590年：教宗克勉十世，羅馬主教（1676年逝世）
- 1699年：延齡君李昍，朝鮮王朝後期王族（1719年逝世）
- 1741年：卡爾·興登堡，德國數學家（1808年逝世）
- 1798年：亚历山德拉·费奥多罗芙娜，俄罗斯皇后（1860年逝世）
- 1808年：帕特里斯·麥克馬洪，法國將領、政治人物，前任法國總統（1893年逝世）
- 1811年：乔治·吉尔伯特·斯科特，英國建築師（1878年逝世）
- 1843年：讓·馬里·安托萬·德拉內桑，法國政治人物、博物學家（1919年逝世）
- 1864年：約翰·雅各·阿斯特四世，美國百万富翁，鐵達尼號罹難者（1912年逝世）
- 1889年：史丹·柯弗列斯基，美國職業棒球運動員（1984年逝世）
- 1908年：李石樵，台灣畫家（1995年逝世）
- 1914年：章文晋，中國外交家（1991年逝世）
- 1919年：威廉·F·奎因，美國政治人物，首任夏威夷州州長（2006年逝世）
- 1923年：亞歷山大·阿斯特呂克，法國影評、電影導演（2016年逝世）
- 1929年：謝苗·格施泰因，俄羅斯物理學家（2023年逝世）
- 1930年：薩繆爾·桑福德·夏皮羅，美國統計學家、工程師（2023年逝世）
- 1934年：渥雷·索因卡，奈及利亞作家、詩人、劇作家，1986年諾貝爾文學獎得主
- 1935年：裘錫圭，中國古文字學專家、古文獻學家、歷史學家（2025年逝世）
- 1940年：派崔克·史都華，英國演員
- 1942年：岳華，香港演員（2018年逝世）
- 1942年：哈里遜·福特，美國演員
- 1944年：鲁比克·艾尔内，匈牙利發明家、建築師、建築學教授，魔術方塊發明者
- 1949年：彭婉如，台灣女權運動者（1996年逝世）
- 1950年：馬英九，台灣政治人物、第12、13任台灣總統、中國國民黨主席
- 1951年：李學儒，香港配音員、播音員
- 1952年：伍衛國，香港演員
- 1957年：卡梅倫·克羅，美國電影導演
- 1959年：安蘭莊，台灣書法家（2020年逝世）
- 1961年：邱禮濤，香港導演
- 1962年：楊少文，台灣男演員
- 1963年：安東尼·韋比，美國籃球運動員
- 1965年：中森明菜，日本歌手
- 1968年：南央美，日本女性聲優
- 1969年：何塞·安德烈斯，西班牙裔美國廚師、餐廳老闆
- 1970年：伊戈爾·基里洛夫，俄羅斯陸軍中將（2024年逝世）
- 1971年：遠藤章造，日本演員、搞笑藝人
- 1974年：黃妃，台灣歌手
- 1974年：段可風，台灣女演員
- 1974年：雅诺·特鲁利，意大利F1职业赛车手
- 1976年：陳克勤，香港立法會議員
- 1976年：湯加麗，中國女演員、模特兒
- 1976年：奥列格·先佐夫，烏克蘭電影製片人、作家、社會活動家
- 1977年：江南，中國幻想小說作家
- 1977年：長濱滿里子，日本女性聲優
- 1979年：李宰鎮，韓國男子偶像團體水晶男孩成員
- 1980年：中孝介，日本歌手
- 1982年：莫家淦，香港男演員
- 1982年：秋信守，韓國職業棒球運動員
- 1983年：陳鏞基，台灣棒球選手
- 1983年：刘翔，中國田径運動員
- 1984年：黃郁善，台灣歌手
- 1985年：沈宗霖，台灣男演員、模特兒
- 1987年：陳詩雅，香港女模特兒
- 1987年：黃博文，中國足球運動員
- 1988年：郭千瑜，香港女演員
- 1988年：五嶋龍，美國小提琴家
- 1988年：卡爾登·海尼斯，美國男演員
- 1989年：道重沙由美，日本女子偶像團體早安少女組成員
- 1991年：安蘇瑪琳·瑟拉帕萨默莎，泰國女演員
- 1992年：于海龙，中國大胃王，美食短視频作者（2021年逝世）
- 1992年：高梨雄平，日本職業棒球運動員
- 1993年：能年玲奈，日本女演員
- 1993年：羅冠聰，香港學運人士
- 1995年：廖秋雲，中國舉重運動員
- 1995年：丹特·埃克萨姆，澳大利亞籃球運動員
- 1996年：王子異，中國男子偶像團體NINE PERCENT成員
- 1997年：白豫彬，韓國女子偶像團體DIA成員
- 1997年：林依婷，中國女歌手
- 1998年：何美延，中國女歌手
- 1998年：帕他勒彭·德浦沃拉儂，泰國男演員、模特兒
- 2002年：萬濟圓，中國籃球運動員
- 2007年：拉明·亞馬爾，西班牙職業足球運動員

## 逝世
- 716年：唐睿宗李旦，唐朝皇帝（662年出生）
- 815年：武元衡，唐朝宰相、詩人（758年出生）
- 884年：黄巢，唐末民變领袖（835年出生）
- 1024年：亨利二世，神聖羅馬皇帝（973年出生）
- 1380年：貝特朗·杜·蓋克蘭，法國軍事領袖（約1320年出生）
- 1611年：真田昌幸，日本战国时代武將，真田幸村的生父（1547年出生）
- 1678年：九鬼隆季，日本江戶時代初期大名（1608年出生）
- 1761年：德川家重，日本江戶幕府第9代征夷大將軍（1711年出生）
- 1762年：詹姆斯·布拉德雷，英國天文學家（1693年出生）
- 1793年：让-保尔·马拉，法國大革命時期政治理論家、科學家，雅各宾派主要领导人之一（1743年出生）
- 1883年：臘納瓦洛娜二世，馬達加斯加女王（1829年出生）
- 1896年：奧古斯特·凱庫勒，德國有機化學家（1829年出生）
- 1901年：馬科斯·莫里尼戈，巴拉圭政治人物，第12任巴拉圭總統（1848年出生）
- 1923年：恩斯特·奧托·貝克曼，德國化學家（1853年出生）
- 1934年：凯特·谢泼德，紐西蘭婦女參政權運動中最傑出的人物（1848年出生）
- 1937年：愛蓮娜·懷德納，美國社會名流、慈善家，鐵達尼號生還者（1861年/1862年出生）
- 1937年：米哈伊尔·博伊丘克，烏克蘭畫家、烏克蘭國家藝術學術院院長，被處決的文藝復興時期代表性藝術家（1882年出生）
- 1951年：阿诺德·勋伯格，奧地利作曲家（1874年出生）
- 1954年：雅克·布兰德伯格（英语：Jacques E. Brandenberger），玻璃纸发明人（1872年出生）
- 1954年：弗里达·卡罗，墨西哥女畫家（1907年出生）
- 1970年：莱斯利·理查德·格罗夫斯，美國陸軍中將，曼哈頓計劃主導者（1896年出生）
- 1976年：玖辰·派佩尔，第二次世界大戰時德國軍人（1915年出生）
- 1977年：方東美，中國哲學家（1899年出生）
- 1983年：豬口力平，日本海軍上校，神風特攻隊的命名者（1903年出生）
- 2013年：科里·蒙蒂思，加拿大演員、歌手（1982年出生）
- 2014年：納丁·戈迪默，南非作家，1991年諾貝爾文學獎得主（1923年出生）
- 2014年：洛林·马泽尔，美國指揮家[2]（1930年出生）
- 2016年：羅伯特·法諾，義大利裔美國計算機科學家（1917年出生）
- 2017年：查爾斯·巴赫曼，美國計算機科學家（1924年出生）
- 2017年：刘晓波，中国作家、人权活动家，2010年诺贝尔和平奖得主（1955年出生）
- 2020年：格蘭·今原，日裔美國電子工程師、機器人專家、《流言終結者》主持人（1970年出生）
- 2022年：夏洛特·瓦朗德雷，法國女演員、作家（1968年出生）
- 2024年：香儂·陶荷提，美國女演員（1971年出生）
- 2025年：穆罕默杜·布哈里，奈及利亞政治人物，第15任奈及利亞總統（1942年出生）

## 节假日和习俗
- 蒙特內哥羅：國慶日

國際薯條日